# Puente Ingeniero Carlos Fernández Casado
Die Puente Ingeniero Carlos Fernández Casado (auch Barrios de Luna Brücke genannt) ist eine Autobahnbrücke im Zuge der Autopista AP-66 (Autopista Ruta de la Plata) über den Stausee von Barrios de Luna in der spanischen Provinz León, ungefähr auf halber Strecke zwischen León und Oviedo.
Die in den Jahren 1979 bis 1983 gebaute Schrägseilbrücke ist nach dem spanischen Bauingenieur Carlos Fernández Casado (1905–1988) benannt. Sie wurde von dem 1966 gegründeten Ingenieurbüro Carlos Fernández Casado, S.L. unter der Leitung von  Javier Monterola geplant.
Sie hatte mit 440 m die größte Spannweite aller Schrägseilbrücken mit Betonbrückendecks, bis sie 1991 von der Skarnsundbrua abgelöst wurde und hatte immer noch die größte Spannweite aller Brücken in Spanien, bis sie 2015 von der Puente de la Pepa in Cádiz abgelöst wurde.

## Beschreibung
Die Brücke hat zwei Fahrspuren pro Richtung und je einen Gehweg außerhalb der Schrägseile für das Wartungspersonal.
Ihre H-förmigen Stahlbeton-Pylone  stehen mit ihren leicht nach außen gespreizten Beinen auf den Uferfelsen und haben daher unterschiedliche Höhen von 102,3 m und  117,3 m. Die Stiele der Pylone sind oberhalb des Fahrbahnträgers durch je zwei Querriegel miteinander verbunden und versteift. Die Stützweite beträgt 440 m.
Der Fahrbahnträger besteht aus einem dreizelligen Hohlkasten aus Spannbeton, der alle 4,5 m durch Querscheiben versteift ist. Seine Deckplatte ist 22,5 m breit, seine 14,5 m breite Bodenplatte ist innen durch zwei senkrechte und außen durch schräge Stege mit der Deckplatte verbunden. Die Bodenplatte ist zur Gewichtsreduzierung teilweise ausgespart. Die Konstruktionshöhe des Fahrbahnträgers beträgt nur 2,5 m. Er hängt allein an den Schrägseilen und ist nicht an den Pylonen abgestützt. Wegen der kurzen Seitenfelder von nur 99 m ist er biegesteif mit den als Gegengewicht dienenden Widerlagern verbunden. Deshalb hat der Fahrbahnträger in der Mitte der Brücke eine Bewegungsfuge. Von jedem Stiel der Pylone sind fächerförmig 28 Schrägseile zur Hauptöffnung und 27 Seile zur Seitenöffnung gespannt, insgesamt somit 220 Seile. 